# Kvalifikace na Mistrovství Evropy ve fotbale 2000 – skupina 5
Zápasy této kvalifikační skupiny na Mistrovství Evropy ve fotbale 2000 se konaly v letech 1998 a 1999. Z pěti účastníků si postup na závěrečný turnaj zajistil vítěz skupiny. Druhý tým skupiny hrál buď baráž, nebo postoupil také přímo (pokud byl nejlepší v žebříčku týmů na druhých místech).

## Tabulka
| Tým         | B  | Z | V | R | P | VG | IG | +/- |
| ----------- | -- | - | - | - | - | -- | -- | --- |
| Švédsko     | 22 | 8 | 7 | 1 | 0 | 10 | 1  | +9  |
| Anglie      | 13 | 8 | 3 | 4 | 1 | 14 | 4  | +10 |
| Polsko      | 13 | 8 | 4 | 1 | 3 | 12 | 8  | +4  |
| Bulharsko   | 8  | 8 | 2 | 2 | 4 | 6  | 8  | -2  |
| Lucembursko | 0  | 8 | 0 | 0 | 8 | 2  | 23 | -21 |

## Zápasy
| 5. září 1998                |       |            |                                                                                     |
| Švédsko                     | 2 – 1 | Anglie     | Råsunda Stadium, Solna (Stockholm) diváci: 36 000 rozhodčí: Pierluigi Collina (ITA) |
| A.Andersson 30' Mjällby 32' |       | Shearer 1' | Råsunda Stadium, Solna (Stockholm) diváci: 36 000 rozhodčí: Pierluigi Collina (ITA) |

| 6. září 1998 |       |                                |                                                                       |
| Bulharsko    | 0 – 3 | Polsko                         | Neftochimik Stadium, Burgas diváci: 20 000 rozhodčí: Marc Batta (FRA) |
|              |       | Czereszewski 19', 44' Iwan 48' | Neftochimik Stadium, Burgas diváci: 20 000 rozhodčí: Marc Batta (FRA) |

| 10. října 1998 |       |           |                                                                      |
| Anglie         | 0 – 0 | Bulharsko | Stadion Wembley, Londýn diváci: 72 974 rozhodčí: László Vágner (HUN) |
|                |       |           | Stadion Wembley, Londýn diváci: 72 974 rozhodčí: László Vágner (HUN) |

| 10. října 1998                          |       |             |                                                                           |
| Polsko                                  | 3 – 0 | Lucembursko | Stadion polské armády, Varšava diváci: 8 000 rozhodčí: Bujar Pregja (ALB) |
| Brzęczek 18' Juskowiak 33' Trzeciak 65' |       |             | Stadion polské armády, Varšava diváci: 8 000 rozhodčí: Bujar Pregja (ALB) |

| 14. října 1998 |       |             |                                                                            |
| Bulharsko      | 0 – 1 | Švédsko     | Neftochimik Stadium, Burgas diváci: 12 000 rozhodčí: Bernd Heynemann (GER) |
|                |       | Larsson 62' | Neftochimik Stadium, Burgas diváci: 12 000 rozhodčí: Bernd Heynemann (GER) |

| 14. října 1998 |       |                                           |                                                                              |
| Lucembursko    | 0 – 3 | Anglie                                    | Stade Josy Barthel, Lucemburk diváci: 8 200 rozhodčí: Sotirios Vorgias (GRE) |
|                |       | Owen 18' Shearer 38' (pen.) Southgate 88' | Stade Josy Barthel, Lucemburk diváci: 8 200 rozhodčí: Sotirios Vorgias (GRE) |

| 27. března 1999       |       |              |                                                                           |
| Anglie                | 3 – 1 | Polsko       | Stadion Wembley, Londýn diváci: 74 000 rozhodčí: Vítor Melo Pereira (POR) |
| Scholes 11', 21', 70' |       | Brzęczek 29' | Stadion Wembley, Londýn diváci: 74 000 rozhodčí: Vítor Melo Pereira (POR) |

| 27. března 1999         |       |             |                                                                   |
| Švédsko                 | 2 – 0 | Lucembursko | Ullevi, Göteborg diváci: 38 000 rozhodčí: Vasiliy Melnichuk (UKR) |
| Mjällby 34' Larsson 86' |       |             | Ullevi, Göteborg diváci: 38 000 rozhodčí: Vasiliy Melnichuk (UKR) |

| 31. března 1999 |       |                            |                                                                            |
| Lucembursko     | 0 – 2 | Bulharsko                  | Stade Josy Barthel, Lucemburk diváci: 3 004 rozhodčí: Milan Mitrovič (SVN) |
|                 |       | Stoichkov 18' Yordanov 38' | Stade Josy Barthel, Lucemburk diváci: 3 004 rozhodčí: Milan Mitrovič (SVN) |

| 31. března 1999 |       |               |                                                                      |
| Polsko          | 0 – 1 | Švédsko       | National Stadium, Chorzów diváci: 32 000 rozhodčí: Markus Merk (GER) |
|                 |       | Ljungberg 36' | National Stadium, Chorzów diváci: 32 000 rozhodčí: Markus Merk (GER) |

| 4. června 1999     |       |           |                                                                              |
| Polsko             | 2 – 0 | Bulharsko | Stadion polské armády, Varšava diváci: 8 000 rozhodčí: Stefano Braschi (ITA) |
| Hajto 15' Iwan 62' |       |           | Stadion polské armády, Varšava diváci: 8 000 rozhodčí: Stefano Braschi (ITA) |

| 5. června 1999 |       |         |                                                                     |
| Anglie         | 0 – 0 | Švédsko | Stadion Wembley, Londýn diváci: 75 824 rozhodčí: José Encinar (ESP) |
|                |       |         | Stadion Wembley, Londýn diváci: 75 824 rozhodčí: José Encinar (ESP) |

| 9. června 1999 |       |             |                                                                                   |
| Bulharsko      | 1 – 1 | Anglie      | Stadion bulharské armády, Sofie diváci: 18 000 rozhodčí: Mario van der Ende (NED) |
| Markov 18'     |       | Shearer 15' | Stadion bulharské armády, Sofie diváci: 18 000 rozhodčí: Mario van der Ende (NED) |

| 9. června 1999        |       |                                       |                                                                           |
| Lucembursko           | 2 – 3 | Polsko                                | Stade Josy Barthel, Lucemburk diváci: 8 000 rozhodčí: Andrei Ivanov (RUS) |
| Birsens 76' Vanek 82' |       | Siadaczka 22' Wichniarek 45' Iwan 68' | Stade Josy Barthel, Lucemburk diváci: 8 000 rozhodčí: Andrei Ivanov (RUS) |

| 4. září 1999                                             |       |             |                                                                       |
| Anglie                                                   | 6 – 0 | Lucembursko | Stadion Wembley, Londýn diváci: 68 772 rozhodčí: Sergei Shmolik (BLR) |
| Shearer 12' (pen.), 28', 34' McManaman 30', 44' Owen 90' |       |             | Stadion Wembley, Londýn diváci: 68 772 rozhodčí: Sergei Shmolik (BLR) |

| 4. září 1999      |       |           |                                                                              |
| Švédsko           | 1 – 0 | Bulharsko | Råsunda Stadium, Solna (Stockholm) diváci: 35 640 rozhodčí: Dani Koren (ISR) |
| Alexandersson 65' |       |           | Råsunda Stadium, Solna (Stockholm) diváci: 35 640 rozhodčí: Dani Koren (ISR) |

| 8. září 1999 |       |                   |                                                                             |
| Lucembursko  | 0 – 1 | Švédsko           | Stade Josy Barthel, Lucemburk diváci: 4 228 rozhodčí: Attila Hanácsek (HUN) |
|              |       | Alexandersson 39' | Stade Josy Barthel, Lucemburk diváci: 4 228 rozhodčí: Attila Hanácsek (HUN) |

| 8. září 1999 |       |        |                                                                             |
| Polsko       | 0 – 0 | Anglie | Stadion polské armády, Varšava diváci: 14 000 rozhodčí: Günther Benkö (AUT) |
|              |       |        | Stadion polské armády, Varšava diváci: 14 000 rozhodčí: Günther Benkö (AUT) |

| 9. října 1999               |       |        |                                                                             |
| Švédsko                     | 2 – 0 | Polsko | Råsunda Stadium, Solna (Stockholm) diváci: 35 000 rozhodčí: Urs Meier (SUI) |
| K.Andersson 64' Larsson 90' |       |        | Råsunda Stadium, Solna (Stockholm) diváci: 35 000 rozhodčí: Urs Meier (SUI) |

| 9. října 1999                            |       |             |                                                                               |
| Bulharsko                                | 3 – 0 | Lucembursko | Stadion bulharské armády, Sofie diváci: 4 000 rozhodčí: Ladislav Gadoši (SVK) |
| Borimirov 40' I.Petkov 68' R.Hristov 78' |       |             | Stadion bulharské armády, Sofie diváci: 4 000 rozhodčí: Ladislav Gadoši (SVK) |